# Viden Aposztolov
Viden Aposztolov (bolgárul: Bидин Апостолов, Novi Iszkar, 1941. október 17. – Plovdiv, 2020. november 13.) bolgár válogatott labdarúgó.
A bolgár válogatott tagjaként részt vett az 1966-os világbajnokságon.

## Sikerei, díjai
Botev Plovdiv
- Bolgár bajnok (1): 1966–67
- Bolgár kupa (1): 1961–62